# Fronveste (Nürnberg)

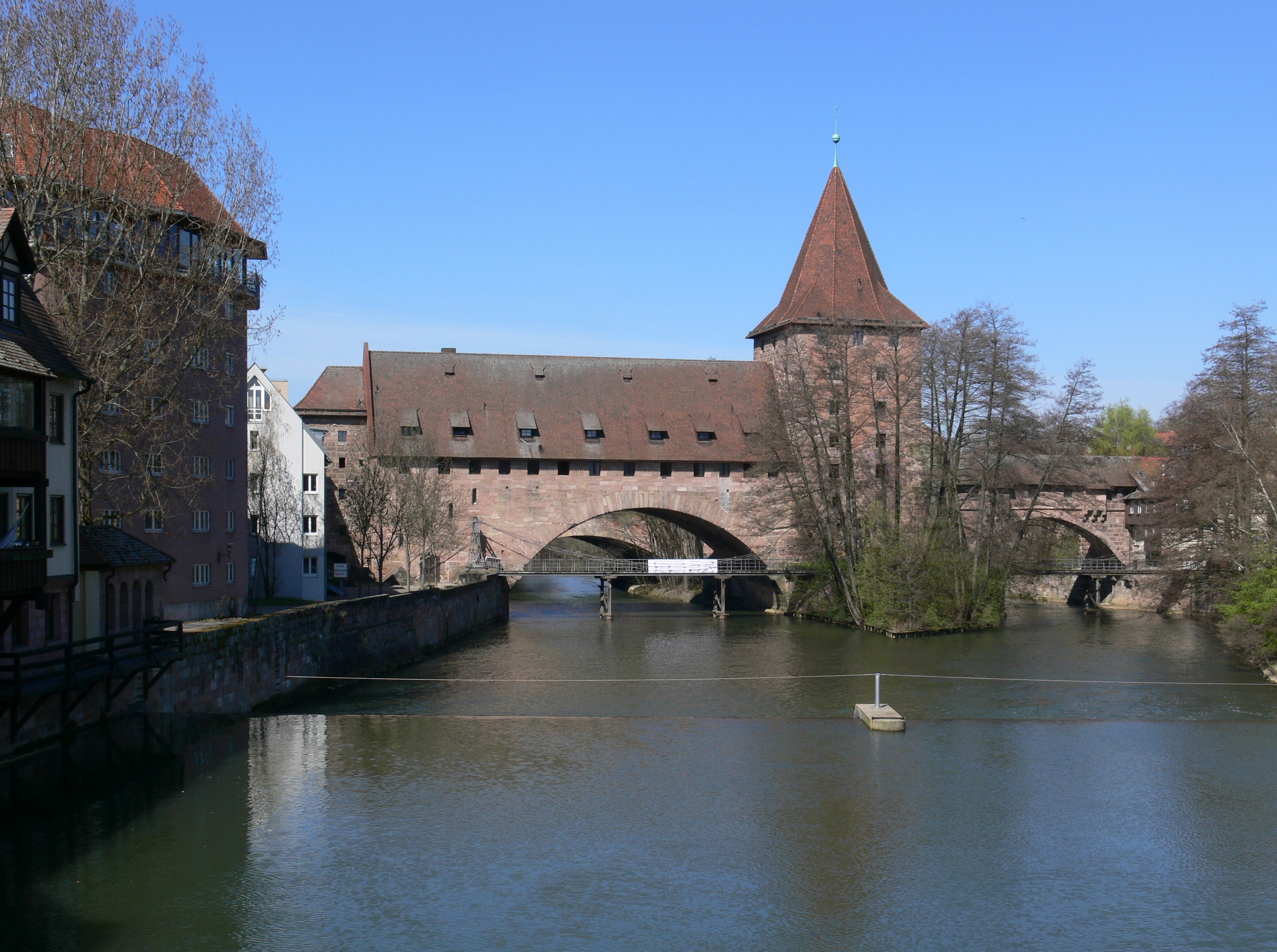
Fronveste (links) und Schlayerturm (Mitte), davor der Kettensteg, von der Stadtinnenseite (von Osten) gesehen

Die Fronveste (manchmal auch „Fronfeste“ geschrieben) ist Teil der Befestigung des Pegnitzausflusses der letzten Nürnberger Stadtbefestigung.

## Lage und Umgebung
Die Fronveste überspannt den südlichen Ausfluss der Pegnitz im Westen der Stadtmauer. Sie ist im Norden an den Schlayerturm angebaut und schließt im Süden an den ‚Westtormauer‘ genannten Teil der Stadtmauer an.
1824 wurde an der stadteinwärtigen Seite der Fronveste der von dem Mechaniker Conrad Georg Kuppler konstruierte Kettensteg errichtet, dem 1930 massive Stützen hinzugefügt wurden und der 2010 erneuert wurde. An der stadtauswärtigen Seite liegt in geringem Abstand die Hallertorbrücke.

## Geschichte
1490 wurde der brückenartige, einjochige Sandsteinquaderbau auf einem Schwibbogen errichtet und mit einem Satteldach versehen. Er wurde als Waffenarsenal genutzt und deshalb Spießhaus genannt. Der Bau sollte zusammen mit dem Schlayerturm und den anderen Befestigungen den Pegnitzausfluss schützen. Im 19. Jahrhundert wurde er als Gefängnis benutzt und erhielt dadurch seinen heutigen Namen. 1938 wurde er zu einem Altenheim umfunktioniert und 1944/45 zerstört.

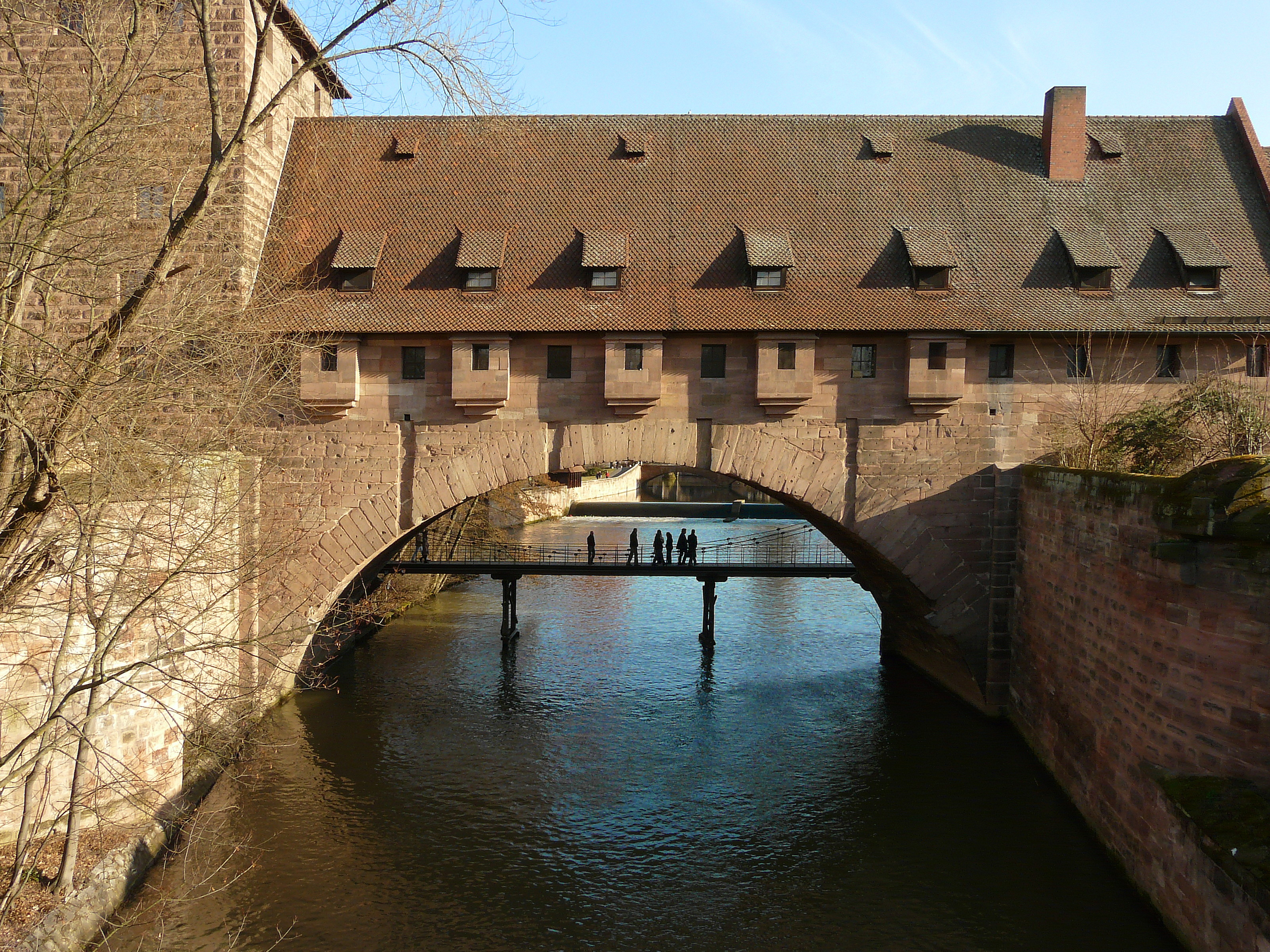
Fronveste, dahinter Kettensteg (v.Westen)

Nach dem Wiederaufbau 1957 war in der Fronveste bis in die 1980er Jahre das „Altersheim am Kettensteg“ untergebracht, seitdem wird das Gebäude zur Unterbringung von Studenten und Aussiedlern genutzt.